# 貝里克冰川
84°36′S 165°45′E / 84.600°S 165.750°E
貝里克冰川（英語：Berwick Glacier）是南極洲的冰川，全長26公里，流經馬歇爾山脈和阿當斯山脈，最終在威利角注入比爾德摩爾冰川，現時由南極條約體系管理。